# Mickaël Piétrus
Mickaël Marvin Soriano Piétrus (* 7. Februar 1982 in Les Abymes, Guadeloupe) ist ein ehemaliger französischer Basketballspieler. In der ersten französischen Liga kam er auf 111 Einsätze. Zwischen 2003 und 2013 bestritt Piétrus 626 Spieler in der NBA, die meisten für die Golden State Warriors.
Sein älterer Bruder Florent Piétrus wurde ebenfalls professioneller Basketballspieler, der zusammen mit Mickaël für die französische Nationalmannschaft spielte. Mickaël Piétrus trug in 44 A-Länderspielen das französische Nationaltrikot.

## Karriere

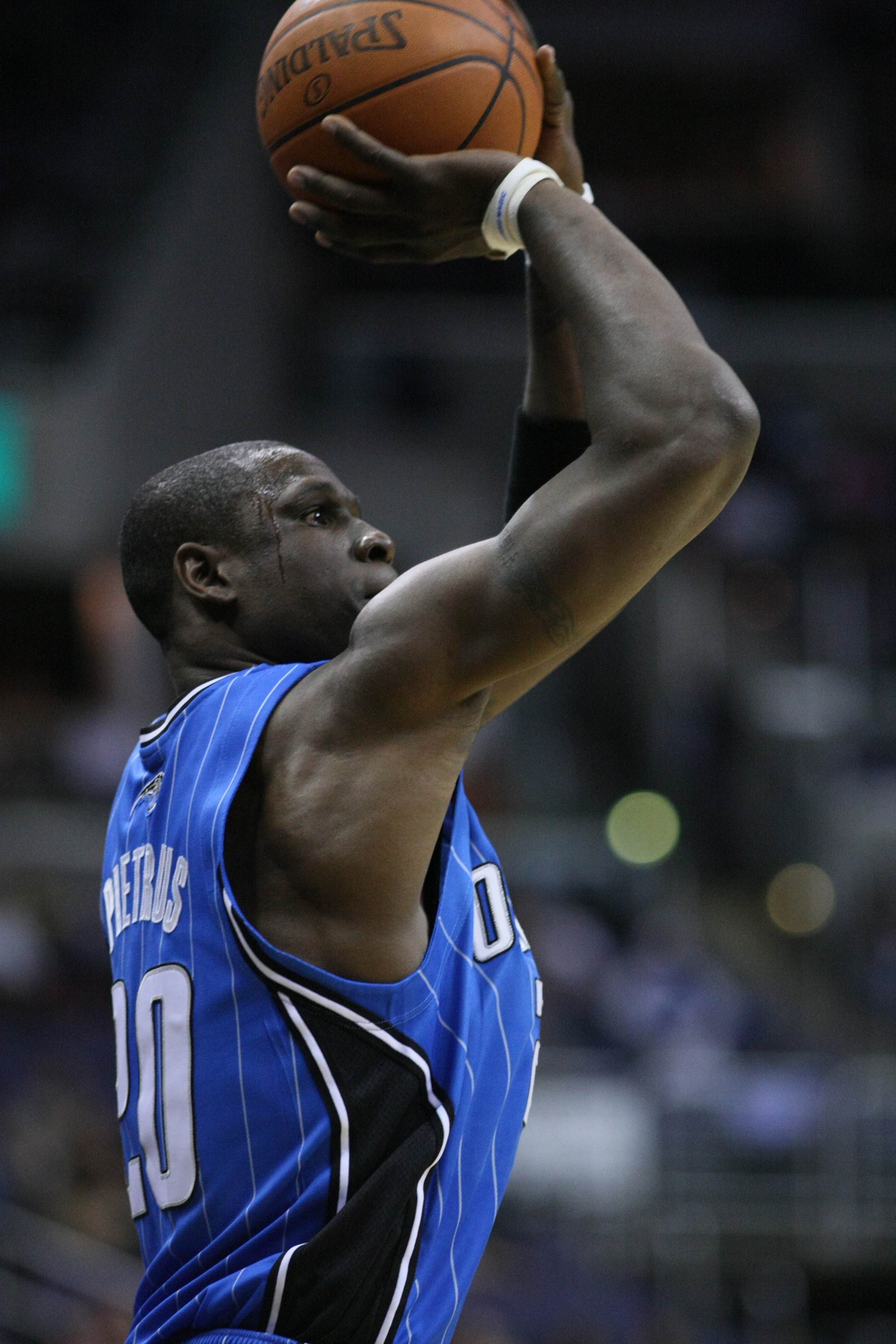
Mickaël Piétrus (2008)

Mickaël Piétrus verließ die französische Karibikinsel Guadeloupe im Alter von 15 Jahren, um am Juniorenprogramm von Élan Béarnais Pau-Lacq-Orthez teilzunehmen. Er gewann mit der französischen Junioren-Nationalmannschaft die Europameisterschaft 2000.
Piétrus gewann mit Élan Béarnais Pau-Orthez zweimal die französische Meisterschaft (2001 und 2003) und einmal den französischen Pokal (2002). In 103 Spielen in der Hauptrunde der französischen Liga Pro A machte er im Schnitt 8,8 Punkte und 3,0 Rebounds pro Spiel. In seinen letzten drei Jahren in Frankreich spielte er jeweils im Pro A All-Star-Game.
Er bestritt auch 27 Spiele für Pau-Orthez in der EuroLeague.
Piétrus wurde von den Golden State Warriors im NBA-Draft 2003 an elfter Stelle ausgewählt. In fünf Spielzeiten bei den Kaliforniern (2003 bis 2008) erzielte er in der NBA-Hauptrunde durchschnittlich 8,4 Punkte und 3,4 Rebounds. Seine beste Saison war 2006/07, in der er 11,1 Punkte und 4,5 Rebounds pro Partie verzeichnete und mit seiner Mannschaft das Western-Conference-Halbfinale erreichte.
Nach einer Saison bei den Phoenix Suns sollte Piétrus vor der Saison 2011/12 von den Suns an die Toronto Raptors abgegeben werden. Die Suns hätten im Gegenzug zwei Auswahlrechte für den Draft 2012 erhalten. Dieser Wechsel wurde allerdings einen Tag später aufgrund einer Knieverletzung rückgängig gemacht, und Phoenix löste den Vertrag mit Piétrus auf. Anschließend unterschrieb er bei den Boston Celtics einen neuen Vertrag. Zur Saison 2012/2013 erhielt er zunächst keinen neuen Vertrag und hielt sich in Eigenregie fit. Ende November unterzeichnete er schließlich einen Vertrag bis 2013 bei den Toronto Raptors. Er absolvierte 19 Saisonspiele für die Raptors, danach fand er kein Engagement mehr bei einem NBA-Klub.
Piétrus wechselte im März nach Puerto Rico zu Mets de Guaynabo. Zwei Monate später wurde er entlassen. Im November 2015 unterschrieb er einen Vertrag bei SLUC Nancy Basket und spielte dort bis zum Ende der Saison 2015/16. Nancy war sein letzter Verein im Profibereich.

### Nationalmannschaft
Im September 2005 gewann er mit der französischen Nationalmannschaft die Bronzemedaille bei der Europameisterschaft 2005 in Serbien. In sechs Spielen erzielte er durchschnittlich 11,5 Punkte und 6,0 Rebounds.

## Nach der Spielerlaufbahn
Der Verein SMUC Marseille Basket gab im Mai 2018 eine Zusammenarbeit mit Piétrus bekannt, in deren Rahmen unter anderem die Veranstaltung von Jugendtrainingslagern in der südfranzösischen Stadt unter der Leitung des früheren Nationalspielers vereinbart wurden. Im Dezember 2020 wurde er Co-Vorsitzender von SMUC.